# Большаков Станіслав Володимирович
Станіслав Володимирович Большаков (рос. Станислав Владимирович Большаков; 29 серпня 1986, Брежнєв, РРФСР — 19 вересня 2023, Донецька область, Україна) — російський військовик, сержант ПДВ РФ. Герой Російської Федерації.

## Біографія
В 2004 році призваний на строкову службу в ЗС РФ, яку проходив в 217-му парашутно-десантному полку. В 2006 році підписав контракт і продовжив службу в своєму полку. Пройшов шлях від водія роти матеріального забезпечення до заступника командира взводу парашутно-десантної роти. Учасник анексії Криму. В 2021/22 роках брав участь в інтервенції в Сирію.
З 24 лютого 2022 року брав участь у вторгненні в Україну. Загинув у бою. 30 вересня 2023 року був похований в Іваново.

## Нагороди
- Медалі
- Звання «Герой Російської Федерації» (26 лютого 2024, посмертно) — «за мужність і героїзм, проявлені під час виконання військового обов'язку.» 17 квітня медаль «Золота зірка» була передана рідним Большакова губернатором Івановської області Станіславом Воскресенським.